# Xiali (socken i Kina)
Xiali (kinesiska: 下里乡, 下里) är en socken i Kina. Den ligger i den autonoma regionen Guangxi, i den södra delen av landet, omkring 210 kilometer norr om regionhuvudstaden Nanning.
Genomsnittlig årsnederbörd är 2 025 millimeter. Den regnigaste månaden är juni, med i genomsnitt 383 mm nederbörd, och den torraste är februari, med 51 mm nederbörd.